# Juan Gris
José Victoriano Carmelo Carlos González-Pérez, znan pod imenom Juan Gris, španski slikar, * 23. marec 1887, Madrid, Španja, † 11. maj 1927, Boulogne-Billancourt, Francija. 
Je predstavnik kubizma, ki je od leta 1906 živel in deloval v Franciji.

## Biografija
Juan Gris je študiral med letoma 1902 in 1904 industrijsko oblikovanje oz. dizajn na Escuela de Artes y Manufacturas v Madridu in je v tem času že oblikoval lokalne časopise. Med letoma 1904 in 1905 je študiral slikarstvo z akademskim slikarjem Joséjem Mario Carbonerom.
Leta 1906 se je preselil v Pariz, kjer se je spopriateljeval z umetniki kot so Henri Matisse, Georges Braque in Fernand Léger; leta 1915 ga je slikal njegov prijatelj Amedeo Modigliani. V Parizu je tudi srečal rojaka Pabla Picassa, s katerim je tudi imel prijateljske vezi. Njegov portret Pabla Picassa iz leta 1912 velja za eno od prvih kubističnih slik, ki jih nista naslikala Pablo Picasso ali Georges Braque.
Čeprav je zgodaj predložil časopisom humoristične ilustracije, kot so L'Assiette au beurre (Krožnik z maslom), Le Charivari (Chiavari), in Le Cri de Paris (Krik Pariza), se je Gris s slikarstvom zares ukvarjal šele od leta 1910 dalje. V začetku leta 1912 je razvil svoj lastni kubistični slog. Glavno obdobje je med letoma 1914 in 1918. Na začetku je še pod vplivom analitičnega kubizma, vendar je prešel po letu 1915 k sintetičnemu kubizmu, katerega zastopnik je postal. 
Leta 1922 je slikal prve gledališke odre in kostume za Sergeja Diaghileva.
Gris je konceptualiziral svoje estetske teorije večinoma med letoma 1924 in 1925. Leta 1924 je na Sorboni predstavil svoje poglede na slikarstvo v delu Des possibilités de la peinture (O možnostih slikarstva). Pomembne razstave je imel v galeriji Simon v Parizu ter v galeriji Flechtheim v Berlinu leta 1923 ter v galeriji Flechtheim v Düsseldorfu leta 1925.
Juan Gris je umrl 11. maja 1927 v Boulogne-Billancourtu v starosti 40 let, zapustil je ženo Josette ter sina Georga.
Gertrude Stein priznava, da je, čeprav je Gris imel Picassa za svojega učitelja, Gris »edina oseba, ki bi jo hotel Picasso zavestno izbrisati z zemljevida«.
Salvador Dalí meni: Juan Gris je največji kubistični slikar, bolj važen od Picassa, ker je bolj resničen. Picasso je stalno bil pervzet od želje da bi razumel način slikanja Grisa, katerih platna so bila tehnično vedno brezhibna, z brezhibno homogeniteto, medtem ko sam nikdar ni uspel napolniti površine na zadovoljujoč način, saj je le s težavo prekril platna s kislo snovjo. Nenehno je spraševal: »Kaj si tu uporabljal? – Terpentin.« Poskusil je mešanico, ni uspel, nato zadevo opustil in prešel k čem drugem, postal je neučakan.
Koroškoslovenski pesnik Bojan-Ilija Schnabl je posvetil Grisu oz. njegovemu delu, ki je bilo razstavljeno leta 2005 v posebni razstavi v Centru Reina Sofija v Madridu, dve pesmi v svoji večjezični zbirki Voyages d’amour – Potovanja ljubezni, in sicer »Juan Gris, Paysage à Céret (1913)« ter »Gris de Gris«.

## Dela
- Le Livre (knjiga), 1911, olje na platnu, 55 × 46 cm
- Le Lavabo (umivalnik), 1912, kolaž iz kosov ogledala
- La Guitare (kitara), 1913, olje na papirju nalepljenem na platnu, 73 × 60|cm
- Paysage et maisons à Céret (pokrajina in hiša v Céret-ju, 1913, olje na platnu, 100 × 65 cm
- Le Paquet de Café (zavojček kave), 1914
- Verre et journal (kozarec in časopis), 1915, olje na platnu, 41 × 27,3 cm
- Guitare (kitara), 1915, kolaž
- Arlequin assis à la guitare (Harlekin s kitaro), 1919, olje na platnu, 116 × 89 cm[13]
- Guitare face à la mer (kitara pred morjem), 1924, akril na platnu, 50 × 60
- La Jalousie (ljubosumnost), 1914
- Le Canigou (Gora Canigou), 1921
- Guitare, verre et compotier (kitara, kozarec in kompotnik), 1918
- Guitare et compotier (kitara in kompotnik), 1926-27[14]

## Galerija slik
- Portrait de Maurice Raynal (1911)
- Portrait de Germaine Raynal (1912)
- Portrait de Pablo Picasso (1912)
- Violin and Checkerboard (1913)
- La Bouteille de rhum et le journal (1913-1914)
- Portrait de Josette (1916)
- Journal et fruits (1916)
- Pierrot (1919)
- Arlequin assis à la guitare (1919)
- Nature morte avec fruits et mandoline (1919)
- Pierrot (1921)
- Le Canigou (1921)
- Vue sur la baie (1921)